# برد بهن عبد اللطيف (سبيدار)
برد بهن عبد اللطيف (سبیدار) (بالفارسية: بردپهن عبداللطیف) هي قرية تقع في إيران في قسم سبیدار الريفي. يقدر عدد سكانها بـ 22 نسمة بحسب إحصاء 2016.